# 新城路 (廣州從化街口)
新城路是中國廣東廣州的東西走向主幹道，在從化街口。西邊從寶城路及旺城大道的交界開始，一直到東邊的河濱路交界街口大橋。全長2.3米，寬22米，雙向4車道。分西、中、東三條。新城西路從寶城路及旺城大道交界開始，一直到西寧西路同環城路交界；新城中路從西寧西路及環城路交界開始，一直到城內路同青雲路交界；新城東路：從城內路及青雲路交界開始，一直到街口大橋。

## 途经道路
從西到東，粗字为主幹道：
- 寶城路、旺城大道
- 福城路
- 塘圈路
- 和鳴路
- 西寧西路、環城路
- 新村路
- 城內路、青雲路
- 府前路、東成路
- 建設路、開源路
- 河濱南路、河濱北路、街口大橋